# 방송극
방송극(放送劇)은 텔레비전이나 라디오 등의 방송을 경유하여 방송하는 드라마를 총칭한다.
한국에서처럼 방송극이라는 것이 특수한 의미를 가지고 있는 나라도 그리 흔하지는 않다. 그만큼 사람들은 그들이 갈구하는 오락(娛樂)을 라디오 드라마에서 구하려 들었고, 또 어느 정도 그것이 채워지는 것같이 보이던 때가 있었다. 1960년을 전후한 약 10년 간은 라디오 드라마의 전성기(全盛期)였으며, 히트작을 쓴 작가는 큰 인기가 있었고 거기에 출연한 주연 성우들은 선망의 눈길을 모았다. 히트작의 대부분은 영화화되었으며, 세상의 화제는 작중 인물의 언동(言動)에 관한 것이 그 대부분이었다. 왜 대중들은 그렇게 라디오 드라마를 좋아했을까? 그 이유의 태부분은 역사에 돌리는 수밖에 없을 것 같다. 일제 36년 간은, 선택된 소수의 사람 외에는 읽는 취미도, 예술을 감상하는 능력도 길러 주지를 않았고, 기를 사이도, 힘도 없게 해놓았었다. 광복이 되자 사람들은 감당하기 어려울 정도의 자유를 일시에 받았으나, 적절히 이용할 데가 없었고 또 그러한 기술이 없었다. 그러다가 6·25전쟁이 발발하여 우왕좌왕 목숨 부지하는 데만 전력을 다하는 처지에 몰렸다.
1950년 후반에 들어서면서 세상은 약간의 안정을 찾았고, 사람들은 심심한 시간을 어디에 이용할 것인가 고민하며 무료해하고 있었다. 그때 나오기 시작한 것이 연속방송극이며, 조남사(趙南史)작 <청실홍실>이 그 효시로서 세상을 떠들썩하게 만들어 놓았다. 한국인과 일본인 관계를 청산하고자 시도한 걸작 <현해탄은 알고 있다>는 라디오 드라마가 문학성(文學性)을 띨 수 있다는 증거로서 논의되었으며, <이 생명 다하도록>은 HLKY에서 반년에 걸친 매일 연속물로서 전쟁을 소화한 것으로 평가되었다. 조남사의 <산 넘어 바다 건너>는 멜로물로서, 김영수(金永壽)의 <박서방>은 서민물로서, 이서구(李瑞求)의 <장희빈(張禧嬪)>은 역사물로서, 함경도에서 월남한 아가씨의 강인한 생활력을 묘사하여 '또순이'란 애칭을 세상에 퍼지게 한 김희창(金熙昌)의 <행복의 탄생>은 역시 서민물로서, 최요안(崔要安)의 <느티나무 있는 언덕>은 순정물로서, 주태익(朱泰益)의 일련의 건전물, 그리고 <남과 북>은 분단의 비극을 상기시키는 자극제가 되었다. 시대가 달라지면서부터 새로운 작가들이 속출했다. 김기팔(金起八), 박서림(朴書林), 김동현(金東賢), 김자림(金玆林), 김영곤(金英坤), 백승찬(白承讚), 백전교(白典敎), 신봉승(辛奉承), 심영식(沈英植), 정진건(鄭鎭健), 양근승(梁根承), 윤혁민(尹赫民), 이경재(李慶載), 이성재(李聖載), 이용찬(李容燦), 이진섭(李眞燮), 이희복(李熙福), 이재우(李裁雨), 차범석(車凡錫), 추식(秋湜) 등, 근자에는 논픽션 작가들로서 이호원(李湖苑), 김교식(金敎植), 오재호(吳在昊) 외 몇 사람이 우리나라의 역사를 더듬어가며 방대한 정리를 서슴지 않고 해나가고 있다. 텔레비전의 출현은 당초 대수롭지 않게 평가되었으나, 급속한 보급을 보게 되어, 드라마의 왕위를 라디오에서 빼앗아버리고 말았다. 지금 텔레비전 드라마는 왕년의 라디오 드라마 전성기를 방불케 할 만큼 다양하고 경쟁적으로 나가고 있다. TBC－TV 개국 때부터 계속 집필한 유호(兪湖)는 <치맛바람> <딸> 등으로 시청자들에게 가장 친근한 작가로서 알려졌으며, 임희재(任熙宰)는 <아씨>로 온 세상의 갈채를 받으며 세상을 떠났고, 김동현(金東賢)은 <제3지대> 등 일련의 반공물로 액션이 강한 것을 내놓았으며, 이남섭의 <여로(旅路)>, 김희창의 <탑> <임진왜란>, 신봉승의 <사모곡(思母曲)>, 조남사의 <정(情)>, 윤혁민의 <파초의 꿈>, 남지연(南芝鳶)의 <시댁>, TV초기의 <오늘은 왕>과 <남과 북> <아로운(阿魯雲)> 등이 있다. 이제 TV방송은 전국민의 생활에 완전히 밀착되어 있다. 이러한 상황하에서 드라마 작가의 책임은 여러 가지 의미에서 참으로 중대하다. 교육이 보급되고, 우매정책이 없어진 오늘은, 비판의 눈이 도처에서 번득이고 있는 시대이다. 아무도 장난삼아 작품을 쓰거나, 지나친 자기도취에서 붓대를 움직이거나, 안방극장의 사정을 고려에 넣지 않고 쓸 수는 없게 되었다.
항상 방송극은 저속하다는 비판을 들으면서도, 매일같이 청취자, 시청자들에게 무엇인가를 보내고 있는 방송국과 작가들은, 그렇기 때문에 긴장을 풀 수가 없다. 텔레비전 시초에는 라디오가 전멸할 것처럼 걱정이 되었지만, 오늘날 라디오는 개인상대로 깊은 연관을 가진 이야기를 할 수가 있다는 것을 증명했다. 어느 쪽이고 간에, 방송극은 생명이 길 것이나, 항상 누가 무엇을 어떻게 쓰느냐가 문제이다. 그러므로 한국의 방송극이 사회발전을 촉진시키는 어떤 목적물로서의 임무를 벗어나기란 힘들다. 그래서 한국의 방송극은, 단순한 오락물로서 끝나기가 또한 힘들 것이라고 말할 수 있다.